# Marie Madaleine de Montmorency-Luxembourg
Maria Madalena Carlota Henriqueta Emília de Montmorency-Luxembourg (nascida Marie Madeleine Charlotte Henriette Emilie de Montmorency-Luxembourg) (Paris, 13 de Abril de 1778 - Pombal, 30 de Agosto de 1833), foi uma aristocrata de origem francesa, filha de Anne Charles Sigismond de Montmorency-Luxembourg, e, devido ao seu casamento, Duquesa de Cadaval.
Maria Madalena pertencia à alta nobreza francesa. Era filha mais nova de Anne Charles Sigismond de Montmorency, Duque de Piney-Luxembourg, tenente-general do exércio do Reino da França e criador do Grande Oriente da França, e de Madeleine Suzanne de Voyer de Paulmy, dama de companhia da rainha Maria Antonieta.
Em 7 de Outubro de 1791, aos 13 anos Maria Madalena desposa em Lisboa Miguel Caetano Álvares Pereira de Melo, 5º Duque de Cadaval. Dessa união foram gerados quatro filhos:
- Adelaide Caetano Álvares Pereira de Melo (Lisboa, 15 de Janeiro de 1798 - Alcobaça, 2 de Agosto de 1833).
- Nuno Caetano Álvares Pereira de Melo (Lisboa, 7 de Abril de 1799 - Paris, 14 de Fevereiro de 1837). 6º Duque de Cadaval e Marquês de Ferreira.
- Sigesmundo Caetano Álvares Pereira de Melo (Lisboa, 10 de Novembro de 1800 -  Lisboa,  27 de Maio de 1867). Duque de Lafões e Marquês de Cadaval.
- Jaime Caetano Álvares Pereira de Melo (Paris, 6 de Fevereiro de 1805 - Pau, 1877). Marquês de Cadaval.

Em 1807 a Duquesa parte com o marido e filhos para o Brasil, no episódio conhecido como transferência da corte portuguesa para o Brasil, juntamente com a família real. O Duque de Cadaval havia deixado Lisboa doente, e faleceu na chegada na Bahia no dia 14 de Março de 1808, aos 43 anos. A Duquesa, viúva, se apropriou de uma chácara no Rio de Janeiro sem dar satisfações ao dono. Viveu no Brasil por 13 anos, até regressar à Europa com a corte em 1821. Faleceu em Pombal aos 55 anos.